# Тјерлицко
Тјерлицко (чеш. Těrlicko) је насељено мјесто са административним статусом сеоске општине (чеш. obec) у округу Карвина, у Моравско-Шлеском крају, Чешка Република.

## Становништво
Према подацима о броју становника из 2014. године насеље је имало 4.295 становника.